# Coelotes guizhouensis
Coelotes guizhouensis is een spinnensoort uit de familie van de nachtkaardespinnen (Amaurobiidae).
De wetenschappelijke naam werd gepubliceerd in 2002 door Peng, S. Q. Li en Huang.